# Iwrestledabearonce
Iwrestledabearonce — американський металкор-гурт заснований 2007 року в місті Шривпорт, але згодом переїхали в Лос-Анджелес. Гурт випустив чотири студійні альбоми, один мініальбом, та два реміксовані альбоми. Виступали на одній сцені з такими гуртами як: August Burns Red, The Dillinger Escape Plan, Dance Gavin Dance, The Human Abstract, Blessthefall, Sea of Treachery, Enter Shikari, Winds of Plague, All Shall Perish, Vanna, Chelsea Grin та Horse the Band.

## Історія
Гурт був сформований у 2007 році в місті Шривпорт, штат Луїзіана та незабаром вони змінили місце перебування на Лос-Анджелес, Каліфорнія. Після підписання контракту з лейблом Tragic Hero Records вони видали свій перший мініальбом під назвою Iwrestledabearonce EP на цьому лейблі. Після цього вони підписали контракт з Century Media Records, і 2 червня 2009 року випустили  перший студійний альбом It's All Happening, 31 серпня альбом розповсюджувався по Європі.
It's Al Happening досяг 122 місця в рейтингу Billboard 200
Вони вирушили в турне по США разом з гуртами August Burns Red, Blessthefall, Enter Shikari, та All Shall Perish
Також вони провели європейське турне з гуртами Architects, Despised Icon, As Blood Runs Black, Horse the Band, Oceano
Колишня вокалістка Кріста Камерон покинула гурт в липні 2012 року, у зв'язку з народженням дитини..
Замінила її Кортні ЛаПланте.

### 2015–2016:Hail Maryта розпад
Четвертий альбом, Hail Mary, вийшов 16 червня 2015 року на лейблі Artery Recordings. Через те, що лейбл був придбаний Warner Bros. Records 31 серпня 2017 року, цей альбом виявився єдиним релізом гурту, випущеним на лейблі.
Після невизначеності статусу гурту, а також перебування ЛаПланте і Стрінгера в Iwrestledabearonce після презентації їхнього нового проєкту Spiritbox у жовтні 2017 року, фанат запитав ЛаПланте під час прямої відео-сесії в Instagram, чи розпався Iwrestledabearonce. ЛаПланте підтвердила у стрімі, що вона більше не є учасницею Iwrestledabearonce; на той час було поширене припущення, що Стрінгер також покинув гурт, хоча ЛаПланте висловила сумніви щодо того, чи дійсно гурт розпався. В інтерв'ю для Loudwire у липні 2019 року вона пояснила, що вони з чоловіком Майком Стрінгером пішли з гурту через те, що їх втомлював статус «людей на заміну» (маючи на увазі, що жоден з них не був оригінальним учасником гурту), а також через бажання не стояти на місці і робити щось інше. Хоча про їх вихід було оголошено у жовтні 2017 року, вони прийняли рішення покинути гурт лише через кілька місяців після виходу Hail Mary у 2015 році.
ЛаПланте і Стрінгер наразі грають у гурті Spiritbox. Бредлі працює фотографом, сесійним музикантом і менеджером соціальних мереж. Монтгомері недовго виступав із Spiritbox як сесійний барабанщик. Мартін заснував власний YouTube-канал Worship & Tribute Nerd, на якому «досліджує комікси, фільми, телебачення і поп-культуру».

## Стиль
Вважається що вони грають дезкор, грайндкор, та маткор одночасно з частою зміною жанрів в пісні. Їхня музика описується як «Судомне змішування жанрів», також вони відомі своїми спокійними і мелодійними інтерлюдіями.

## Учасники гурту
| Остаточний склад - Стівен Бредлі — гітара, програмування(2007–2016) - Майкі Монтгомері — ударні(2008–2016) - Майк «Rickshaw» Мартін — бас-гітара (2009–2016) | Колишні учасники - Браян Доз'єр — бас-гітара (2007—2008) - Рачн Пірсон — ударні (2007—2008) - Денієл Ендрю — клавішні, семпли, програмування (2007—2009) - Кріста Камерон — вокал (2007—2012) - Мім Камерон — гітара (2008—2009) - Дейв Бранч — бас-гітара (2008—2009) - Джон Гайне — гітара, програмування (2007—2008, 2009—2012) - Кортні ЛаПланте — вокал (2012–2015) |

## Дискографія
Студійні альбоми
- It's All Happening (Century Media, 2009)
- Ruining It for Everybody (Century Media, 2011)
- Late for Nothing (Century Media, 2013)
- Hail Mary (Artery Recordings, 2015)

Міні-альбоми
- Iwrestledabearonce EP (Tragic Hero Records, 2007)

Ремікси
- It's All Remixed (2010)
- It's All Dubstep (2010)

Сингли
| Рік  | Назва                                        | Альбом                   |
| ---- | -------------------------------------------- | ------------------------ |
| 2007 | «Ulrich Firelord: Breaker of Mountains»      | Iwrestledabearonce EP    |
| 2008 | «Tastes Like Kevin Bacon»                    | It's All Happening       |
| 2009 | «You Ain't No Family»                        | It's All Happening       |
| 2011 | «Karate Nipples»                             | Ruining It for Everybody |
| 2011 | «Next Visible Delicious»                     | Ruining It for Everybody |
| 2011 | «You Know That Ain't Them Dogs' Real Voices» | Ruining It for Everybody |
| 2014 | «Firebees»                                   | Late for Nothing         |

## Відеографія
- «Ulrich Firelord: Breaker of Mountains» (2007)
- «Tastes Like Kevin Bacon» (2008)
- «You Ain't No Family» (2009)
- «See You in Shell» (2010)
- «Danger in the Manger» (2010)
- «The Cat's Pajamas» (2010)
- «You Know That Ain't Them Dogs' Real Voices» (2011)
- «I'm Gonna Shoot» (2012)
- «Boat Paddle» (2013)